# 何菲
何菲（1987年8月—），陕西杨凌人，汉族，中国共产党党员。中华人民共和国政治人物、第十三届全国人民代表大会陕西省代表。

## 生平
2018年，何菲被选为陕西省出席第十三届全国人民代表大会代表。